# 맥 호턴
매켄지 "맥" 호턴(영어: Mackenzie "Mack" Horton, 1996년 4월 25일 ~ )은 오스트레일리아의 수영 선수이다.